# Антіохіда (дочка Селевка II)
Антіохіда (дав.-гр. Aντιoχίς; народилася 245—241 роки до н. е.) — селевкідська принцеса, дочка басилевса Селевка II Каллініка, сестра басилевсів Селевка III та Антіоха III. Дружина Ксеркса, царя Софени та Коммагени. Звинувачувалася середньовічним хроністом Іоанном Антіохійським у вбивстві чоловіка за наказом брата Антіоха III.

## Життєпис

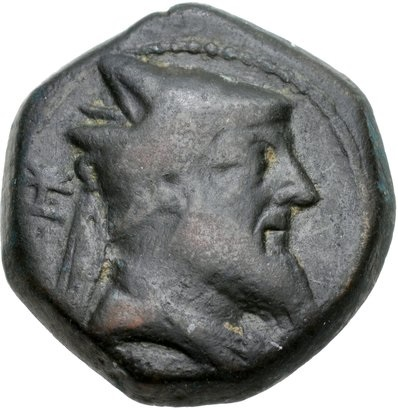
Ксеркс Вірменський, чоловік Антіохіди.

Антіохіда була дочкою селевкідского басилевса Селевка II Каллініка. За розрахунками історика Рензо Лукеріні, вона народилася у проміжку 245—241 років до н. е. і могла бути трохи молодшою від Антіоха III.
Антіохіда згадується давньогрецьким істориком Полібієм під час оповіді про облогу Арсамосати, столиці Софенського царства, військами її брата Антіоха III у 212 році до н. е. Коли софенський цар Ксеркс вирішив вести перемови селевкідським володарем, друзі останнього радили схопити царя, а владу над Софеною передати Мітрідату, біологічному (дав.-гр. κατα φυσιν) сину сестри басилевса. Однак, Антіох III не послухав їх, уклав мир з Ксерксом, простив невиплату данини його батьком Аршамом і видав за нього свою сестру Антіохіду. Як вказував історик Джон Гренджер, Ксеркс не мав можливості відмовитися від цього шлюбу. За оцінкою радянського історика Анатолія Бокщаніна, союз між Антіохом III та Ксерксом був своєрідною психолого-дипломатичною підготовкою до східної кампанії Антіоха III, маючи на меті забезпечити безпеку північного флангу та тилу його армії.
Антіохіда зоставалася царицею до 202 року до н. е., коли, напередодні П'ятої Сирійської війни, Ксеркс помер, а вона повернулася до двору брата. Згідно зі середньовічним хроністом Іоанном Антіохійським, Антіохіда отруїла свого чоловіка за наказом брата. Джон Гренджер називав свідчення хроніста досить пізнім та ненадійними та зазначав, що в античні часи було досить легко сплутати отруєння зі смертю від хвороби, а обвинувачування в отруєнні з політичних мотивів були поширеними. На його думку, Ксеркс помер або від хвороби, або від серцевого нападу. Саму ситуацію, коли сестра вбиває чоловіка за наказом брата дослідник назвав гротескною. Держава Ксеркса була досить вразливою й Антіох III міг усунути Ксеркса і в інший спосіб. Антіохіда ж була царицею протягом десяти років і, певно, була задоволена своїм положенням. Повернення Антіохіди до двору брата пояснюється тим, що він був її законним опікуном у відсутності чоловіка. Якщо ж вона справді отруїла чоловіка, то її подальше перебування в Арсомасаті було б небезпечним. Скоріш за все, в Антіохіди з Ксерксом не було спільних дітей, тому по смерті царя Антіох III анексував його володіння та передав в управління двом своїм стратегам — Артаксію та Заріадрісу.

## Син Мітрідат
Оскільки Антіохіда є єдиною відомою сестрою Антіоха III, то вважається, що згаданий Полібієм Мітрідат був її сином. Серед науковців немає одностайності як саме розуміти уточнення Полібія, що Мітрідат був саме біологічним сином. За однією з версій, Антіох III усиновив свого племінника, можливо цього сина басилевса згадує римський історик Тіт Лівій під час описання кампанії 197 року до н. е. П'ятої Сирійської війни. За іншою версією, під біологічним сином малося на увазі, що Мітрідат був дитиною від кровозмішувального зв'язку Антіоха III з Антіохідою. Історик Деніел Огден вважав останню версію сумнівною, оскільки в такому разі Мітрідат повинен був мати вищий статус, ніж описаний у джерелах і підтримував версію з усиновленням. Дослідник Кріс Беннетт, також, критикував версію з інцестом, вказуючи, що в такому випадку саме Антіохіда повинна стати басилісою при браті, а не Лаодіка III. Окрім того, враховуючи гіпотетичну дату народження Мітрідата (близько 230 до н. е.), він повинен був народитися ще при житті Селевка II, коли наступником престолу був Селевк III, а всі відомі шлюби між повнорідними братом і сестрою в елліністичних державах укладалися виключно з наступником престолу. На думку Беннетта, пропозиція друзів басилевса зробити Мітрідата новим правителем Софени значить, що він був сином попереднього царя Аршама і єдиноутробним братом Ксеркса. У цьому разі слова про біологічного сина потрібно розуміти, що Мітрідат та Ксеркс були синами царя Аршама від різних дружин, одна з яких була сестрою Антіоха III, і тому можна було очікувати, що племінник буде більш лояльним до нього. Рензо Лукеріні розвиваючи гіпотезу Беннетта припускає, що шлюб між Антіохідою та Аршамом був укладений після 227 року до н. е., коли софенський цар був союзником Антіоха Гієракса, повсталого брата Селевка II. Або Антіохіда була старшою дитиною басилевса і народилася у 245 році до н. е., а шлюб був укладений у 232 році до н. е. В останньому випадку, на момент війни Антіоха III з Ксерксом, Мітрідату було б двадцять років. 